# Fekete hunyor
A fekete hunyor (Helleborus niger) a boglárkafélék (Ranunculaceae) családjába tartozik. A jelenlegi besorolás szerint két alfaja létezik: a H. niger niger valamint H. niger macranthus, amely virága nagyobb (akár 9 cm átmérőjű is lehet).

## Származása, elterjedése
A fekete hunyor az Alpokban elterjedt 1800 m magasságig, világos hegyi erdőkben, cserjésekben, köves lejtőkön és mélyedésekben, fenyő- és bükkerdőkben egyaránt előfordul. A H. niger niger alfaj a természetben általában a hegyvidéki területeken, Svájcban, Dél-Németországban, Ausztriában, Szlovéniában, Horvátországban és Észak-Olaszországban fordul elő. A Helleborus niger macranthus csak Észak-Olaszországban és a vele szomszédos szlovén részeken található meg vadonélő formában.

## Megjelenése, felépítése

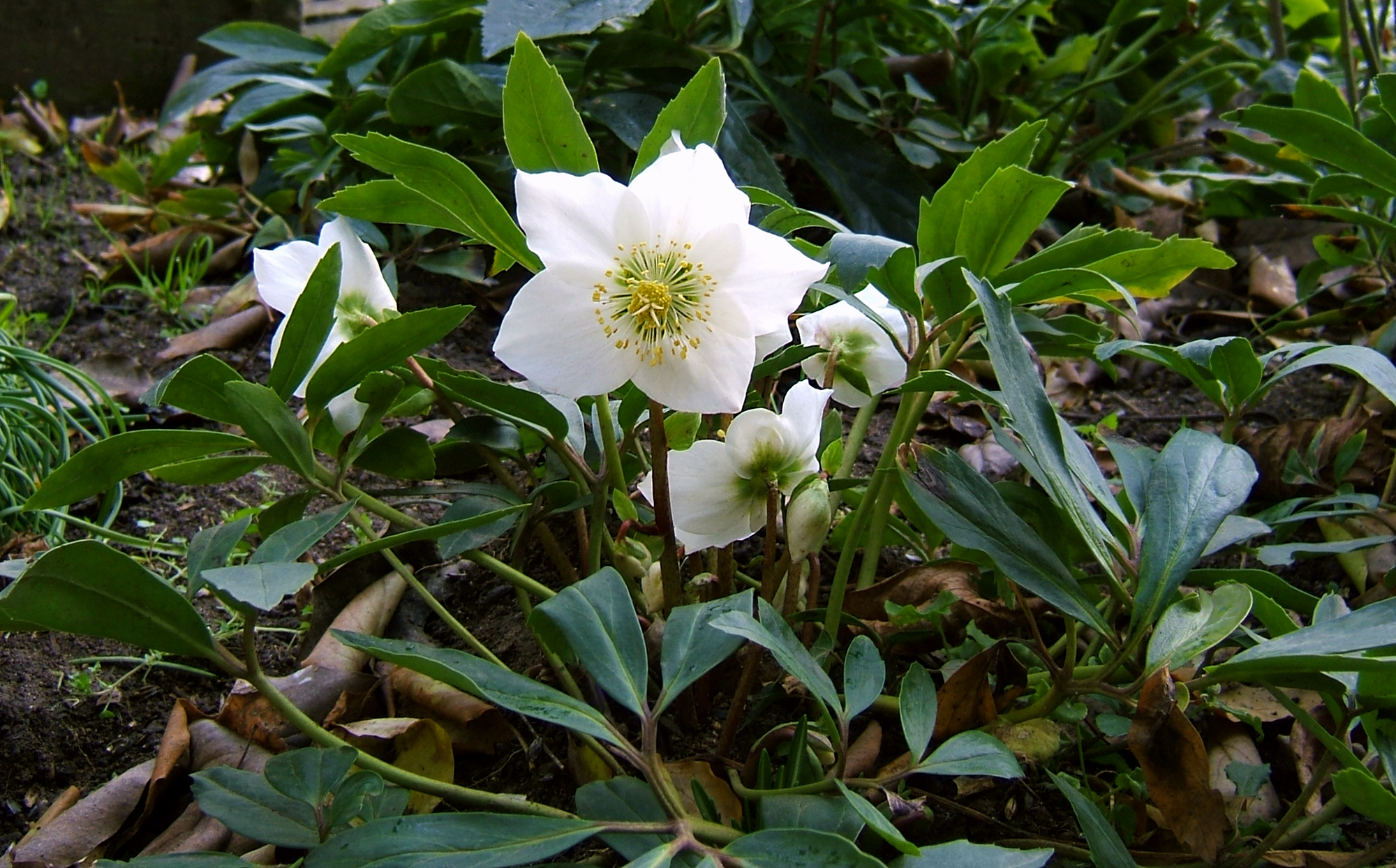
Fekete hunyor

10–30 cm magas, húsos, vastag szárakon egy-egy nagy, rózsásfehér virág fejlődik. Virága 5–8 cm átmérőjű. Általában februártól áprilisig virágzik, de enyhe teleken gyakran már decemberben is nyílik. Innen kapta több országban is használt népies nevét: karácsonyi rózsa. Elvirágzás után a virágtakaró levelek rózsaszínesen-zöldesen elszíneződnek, de a termésérésig megmaradnak. Ezek valójában a virág csészelevelei. A sziromlevelek jelentéktelen kinézetű, sárgászöld mézfejtőkké alakultak át. A zöldszínű magtokok fokozatosan jelennek meg a virág közepén. Hasonlóan a virágszirmaihoz, mely öttagú, termése is öttagú tüsző. Levelei sötétzöldek, bőrneműek, örökzöldek, tenyeresen összetettek, 7-9 levélkével. Nevét az áttelelő fekete gyöktörzséről kapta. A nemzetségbe tartozó többi hunyorfajtól eltérően a fekete hunyor nem bókoló virágú.

## Drog, hatóanyagok
A gyógyászatban használt, hánytató és hashajtó hatású glikozidokat és alkaloidokat tartalmaz. A növény minden része - de különösen a gyöktörzs, a tőlevelek és a magvak - mérgező, akárcsak a többi hunyoré. Helleboreint, egy szívre ható, digitálisz-szerű glikozidot, ezenkívül hellebrint, akonitsavat és egy helleborinszerű szaponint tartalmaz. Legelő állatok fogyaszthatják akkora mennyiségben, hogy mérgezést okozhasson. Tünetei: nyálkahártyagyulladás, nyálfolyás, hányás, gyomor- és bélgyulladás, krónikus hasmenés, erős, szapora szívverés, bódultság, támolygó járás. Súlyos esetben az állat 3-4 napon belül elpusztul a központi idegrendszer bénulása következtében. A méreganyagok a szarvasmarha, kecske tejében - vagy kényszervágás esetén a húsában - is megtalálhatóak.